# Knud Sehested
Knud Sehested, född den 4 december 1850 på Broholm, död den 28 augusti 1909 på Addithus vid Brædstrup, var en dansk ämbetsman. Han var son till Frederik Sehested och bror till Hannibal Sehested.
Han blev juris kandidat 1874, anställdes 1876 i inrikesministeriet, under vilket lantbruket då hörde, och med vars ärenden han fick att göra. År 1894 blev han chef för lantbruksdepartementet, och då lantbruksministeriet upprättades 1896, utnämndes han til Danmarks förste lantbruksminister. Endast ett år innehade han den posten. Som ämbetsman hade han arbetat i utmärkt samförstånd med lantbrukets huvudorganisationer, och som minister lade han fram en rad viktiga lagförslag.
Vid sin avgång mottog han många bevis på lantbruksrörelsens uppskattning, och han blev snart en av dess ledande män. Han valdes således 1898 till president i Landhusholdningsselskabet och till ordförande för det samma år upprättade "Statens Planteavlsudvalg", blev av ministeriet utnämnd till ordförande i styrelsen för "Dansk Landbrugsmuseum" och till Danmarks representant vid det internationella lantbruksinstitutet i Rom. Han var verksam som ordförande i "Det kongelige Haveselskab" och i föreningen "De danske Atlanterhavsøer", utöver att han var medlem av olika föreningars styrelser.